# Ossemsley
Ossemsley est un hameau étendu dans le New Forest, parc national du Hampshire, en Angleterre. 
La localité se trouve près du village de  Bashley. La ville la plus proche est New Milton,  à environ 2,4 km au sud.

## Histoire
Le nom Ossemsley signifie probablement « bois d'Osmund/clairière ».
Un domaine appelé « Oselei » apparaît deux fois dans le  Domesday Book, mais il est répertorié avec des parties dans la zone de Boldre, donc il est peu probable qu'il fasse référence à Ossemsley,.
En 1670, on sait que Thomas Stevens était en possession d’Osmondsley.
Ossemsley n'a jamais atteint le rang de village et, aujourd'hui, il s'agit d'une dispersion de maisons dans un mélange de terres agricoles et de bois. Le bâtiment le plus remarquable est le manoir d'Ossemsley, bien que le bâtiment actuel ne date que de 1908.
Ossemsley Manor est l’une des maisons dans lesquelles l’épouse de Siegfried Sassoon, Hester Gatty, a passé son enfance. On sait que Pan Macmillan  Sassoon lui-même a visité le manoir d'Ossemsley dans les années 1930. 
En prévision de l'invasion du D-Day en 1944, le bataillon du  2nd Glosters était stationné (dans des tentes) au manoir d'Ossemsley. Un camp de prisonniers de guerre a été installé à Ossemsley, mais l'emplacement n'est pas certain,.
Le manoir a ensuite été vendu à Harold Walker, président de  Bournemouth Football Club. Il a acquis une certaine notoriété dans les années 60 et 70 comme country club dirigé par le golfeur professionnel Ernest Milward. La maison a depuis été vendue et divisée en appartements.